# Feel (Robbie Williams-dal)
A Feel című dal Robbie Williams brit popénekes kislemezeként jelent meg 2002-ben. Ötödik stúdióalbumának, az Escapologynak volt vezető kislemeze.

## Video
A dal videóklipjében Williams cowboyként tűnik fel. A klipben szerepel Daryl Hannah amerikai színésznő, Williams szeretője a klipben. Két verziója készült el a klipnek, egy fekete-fehér és egy színes változat.
| #                    | Kiadó cég | Ország | Formátum    | Megjelent                | Produkciós cég | Rendező        | Producer | Kiadó        |
| -------------------- | --------- | ------ | ----------- | ------------------------ | -------------- | -------------- | -------- | ------------ |
| 1. verzió (UK)       | EMI       | UK     | zenei video | 2002. november 4-i héten |                | Vaughan Arnell |          | Rick Russell |
| 2. verzió (élő) (UK) |           | UK     | zenei video | 2003. december           |                |                |          |              |

## Helyezések
A kislemez célja az volt, hogy karácsonyi No. 1 legyen az Egyesült Királyságban, de csak a 2. helyre tudott feljutni. Mégis négy hétig volt a Top 10-ben. A Feel Williams legnagyobb nemzetközi sikere lett, a legjobban eladott kislemeze lett Európában: a slágerlisták élére került Argentínában, Magyarországon, Olaszországban, Portugáliában és Hollandiában. Indiában, Lettországban és Mexikóban is az élre került. A dal sikeres lett Kanadában is, ahol a 10. helyre került és 54 hétig fent is maradt a slágerlistán. Annak ellenére, hogy a világ nagy részén nagy sikere volt a kislemeznek, A Billboard Hot 100-ba nem tudott bekerülni Amerikában.

## Formátumok és tracklista
A Feel című dal alábbi formátumai jelentek meg:
UK CD

(Megjelent: 2002. december 2.)
1. "Feel" – 4:22
2. "Nobody Someday" [Demo verzió] – 2:53
3. "You're History" – 2:04
4. "Feel" Making Of The Video & Photo Gallery

UK DVD

(Megjelent: 2002. december 2.)
1. "Feel" Music Video [Színes verzió]
2. "Feel" Behind Scenes of the Video
3. "Nobody Someday" [Demo verzió] Audio
4. "You're History" Audio

## Minősítések és eladások
| Ország        | Minősítés (ha van) | Eladás   |
| ------------- | ------------------ | -------- |
| Ausztrália    | aranylemez         | 35,000+  |
| Ausztria      | aranylemez         | 15,000+  |
| Franciaország | aranylemez         | 200,000+ |
| Németország   | aranylemez         | 150,000+ |
| Svédország    | aranylemez         | 10,000+  |
| Svájc         | aranylemez         | 20,000+  |

## Helyezések
| Slágerlista (2002)                          | Legmagasabb Helyezés |
| ------------------------------------------- | -------------------- |
| Hollandia kislemez listája                  | 1                    |
| Lettország Airplay Chart                    | 1                    |
| Olaszország kislemez listája                | 1                    |
| Mexikó Airplay Chart                        | 1                    |
| Románia Airplay Chart                       | 1                    |
| Magyarország Rádiós Top 40 játszási listája | 2                    |
| Norvégia kislemez listája                   | 2                    |
| Ausztria kislemez listája                   | 3                    |
| Németország kislemez listája                | 3                    |
| Svédország kislemez listája                 | 3                    |
| Dánia kislemez listája                      | 4                    |
| Svájc kislemez listája                      | 4                    |
| Egyesült Királyság kislemez listája         | 4                    |
| Belgium (flamand) kislemez listája          | 5                    |
| Belgium (vallon) kislemez listája           | 6                    |
| Franciaország kislemez listája              | 6                    |
| Új-Zéland kislemez listája                  | 7                    |
| Ausztrália kislemez listája                 | 10                   |
| Kanada kislemez listája                     | 10                   |
| Finnország kislemez listája                 | 13                   |
| US Hot Adult Top 40 Tracks                  | 28                   |

## Külső hivatkozások
- A Feel videóklipje